# Устиновка (приток Чубаровки)
Устиновка — река в России, протекает по Туринскому и Ирбитскому районам Свердловской области. Устье реки находится в 30 километрах по правому берегу реки Чубаровки. Длина реки Устиновки составляет 14 километров. Протекает у деревни Устиновки, расположенной на правом берегу.
Система водного объекта: Чубаровка → Ница → Тура → Тобол → Иртыш → Обь → Карское море.

## Данные водного реестра
По данным государственного водного реестра России, река Устиновка относится к Иртышскому бассейновому округу, водохозяйственный участок реки — Ница от слияния рек Реж и Нейва и до устья, речной подбассейн Тобола, речной бассейн Иртыша.
Код объекта в государственном водном реестре — 14010501912111200007323.